# チューリップテレビ
株式会社チューリップテレビ（英: Tulip-TV Inc.）は、富山県を放送対象地域とするテレビジョン放送を行う特定地上基幹放送事業者である。
通称はチューリップ、略称としてTUTもあるが、現在は一部を除きあまり使用されていない。なお、チューリップは富山県の県花でもある。

## 概要
TBSテレビをキー局とするJNN系列のテレビ局。富山親局のコールサインはJOJH-DTV。リモコンキーIDは「6」、親局の物理チャンネルは22chで、どちらもTBSテレビと同じ。
出資母体や設立の経緯から、富山県の地上波テレビ局で唯一高岡市に本社を置いていたが、2022年（令和4年）に富山市にある放送センターに所在地を変更した。放送・送出は従前より放送センターから行っている。
略称のTUTは開局時の社名「テレビユー富山」（TV-U Toyama、開局からわずか2年しか使われず）から来ているが、当時愛称だった「Tulip Television」と読むことで、現社名の略称とも解釈している。旧社名の"テレビユー"は、1980年代以降に開局したJNN系列の後発UHF局に統一してつけられた名称（あいテレビを除く）であり、TBS側がそれらに沿って出した案であった。ただし、同じ名称を用いているテレビユー山形やテレビユー福島とは事情が違い、地元企業が相当の資本参加をしていることに特徴がある。
チューリップを象ったロゴマークは、グラフィックデザイナーの田中一光による作品が一般公募の中から審査され、選ばれたものである。富山県の県花であるチューリップをモチーフに、大空へ花びらを広げ、新鮮な情報が空へ向かって飛び立つ姿をシンボライズしている。シンボルカラーは、情熱的なチューリップレッドで、未来への躍動やダイナミズムを表現している。
データ放送を実施しており、番組表サービス「Gガイド」を配信している。
初代放送センターは旧インテック富山ビルの社屋（1975年（昭和50年）1月31日竣工）を使用していた（開局当時は3階に放送センターがあった）が、3階建ての2代目放送センターが初代放送センターの隣に2021年（令和3年）10月末に竣工、2022年（令和4年）10月1日に運用を開始した。また、本社は創業時は高岡市の広小路ビルに置かれ、以降、高岡市内で何度か移転していたが、2代目放送センター運用開始と同時に本社機能も同所に移転し、富山市内に機能を一本化することを2022年（令和4年）6月27日の株主総会に諮ることが、同年5月26日の決算取締役会で決定した。

## 事業所
本社・放送センター
- 富山県富山市奥田本町8番24号（郵便番号930-8539）

高岡支社
- 富山県高岡市新横町1番地 ホテルニューオータニ高岡2階[13][14]

新川支社
- 富山県魚津市釈迦堂一丁目12番18号　魚津商工会議所ビル5階

金沢支社
- 石川県金沢市上堤町1番12号 金沢南町ビルディング4階

東京支社
- 東京都港区赤坂二丁目5番8号 ヒューリックJP赤坂ビル SPACES赤坂4階

大阪支社
- 大阪府大阪市北区堂島浜一丁目4番16号 アクア堂島NBFタワー7階

## 資本構成
企業・団体は当時の名称。出典：

### 概要
高岡市の財界トップといえる三協立山、富山市発祥のIT企業インテック、キー局のTBSホールディングスが主要株主だが、2022年5月26日の決算取締役会で、TBSホールディングスが中部日本放送から株式を譲り受けて筆頭株主となることが承認された。
これ以下は、大手マスコミ各社と地元紙各社が、薄く広く資本参加している。ニュース配信などで協力関係にある富山新聞（企業体としては北國新聞）だけでなく、競合するはずの北日本新聞や、朝日新聞、読売新聞、中日新聞、日本経済新聞、フジ・メディア・ホールディングスも資本参加している。こうした呉越同舟ともとれる株主構成は、民放の免許枠が限られている地方の後発局にある特徴といえる。

### 2021年3月31日
| 資本金 | 発行済株式総数 | 株主数 |
| ------ | -------------- | ------ |
| 20億円 | 40,000株       | 72     |

| 株主                             | 株式数  | 比率   |
| -------------------------------- | ------- | ------ |
| 三協立山                         | 5,000株 | 12.50% |
| インテック                       | 4,900株 | 12.25% |
| TBSホールディングス              | 4,400株 | 11.00% |
| 朝日新聞社                       | 1,600株 | 04.00% |
| 読売新聞東京本社                 | 1,600株 | 04.00% |
| フジ・メディア・ホールディングス | 1,600株 | 04.00% |
| 北國新聞社                       | 1,300株 | 03.25% |
| 中日新聞社                       | 1,300株 | 03.25% |
| 日本経済新聞社                   | 1,300株 | 03.25% |
| 中部日本放送                     | 1,200株 | 03.00% |
| 北日本新聞社                     | 1,200株 | 03.00% |
| トナミホールディングス           | 1,200株 | 03.00% |

## 沿革
- 1981年（昭和56年）5月26日 - 同日までに『富山けんみんテレビ』（三協アルミ工業社長）ほか6社[注 3]がテレビ局を申請[18]。
- 1984年（昭和59年）
  - 11月19日 - 『富山けんみんテレビ』が改めてテレビ局を申請[19]。
  - 11月28日 - 『富山ホームテレビ』がテレビ局を申請[19]。
- 1986年（昭和61年）1月17日 - 第14次UHF新免7地区プランが郵政省（現・総務省）より割り当てられる。これにより富山地区に第3波のテレビ局の周波数が割り当てられ、同年3月20日までに62件[注 4]の申請を受け付ける[5]。また、割り当て決定直後の時点では三協アルミ会長が発起人の『富山けんみんテレビ』と、インテック社長が発起人の『富山ホームテレビ』の2社が免許申請していた[21]。当初は1987年（昭和62年）の会社設立も予定されていたが、前述の理由で遅れることになった[9]。
- 1988年（昭和63年）11月16日 キー局をTBSとすることが了承される[22]。
- 1989年（平成元年）
  - 5月16日 局名が『テレビユー富山』に決まったことが報道される[4]。
  - 8月12日 申請の1本化完了[5]。
  - 8月31日 第1回設立発起人会[5]。
  - 9月5日 定款認証[5]。
  - 9月8日 予備免許申請[5]。
  - 9月11日 設立準備室を本社予定地の高岡市の広小路ビルに移転[5]。
  - 11月4日 シンボルマーク審査会[5]。
  - 11月21日 ホテルニューオータニ高岡にて設立総会を開催する。この時に金岡社長が富山県花でもあるチューリップのスペルとテレビユー富山の略称TUTを語呂合わせして、愛称を『チューリップ・テレビ』にすると発表している[23]。
- 1990年（平成2年）
  - 1月 富山総局（仮称）を新桜町の富山警察署（現・NHK富山放送局敷地）付近に設置[24]。
  - 4月 本社スタジオと放送センターが着工[24]。
  - 5月24日 呉羽送信所着工[25]。
  - 7月20日 日本民間放送連盟に加盟[25]。
  - 7月31日 呉羽送信所竣工[25]。
  - 8月1日 放送センター改修工事竣工[25]。
  - 8月21日 試験電波発射開始[25]。
  - 9月1日 TBSとのマイクロ回線開通[25]。
  - 9月21日 テレビ放送本免許交付。同時に呉羽基幹局および高岡万葉、宇奈月、宇奈月大原、福光の各中継局が開局[25]。当時は基幹局と4局の中継局だけでも富山県内の97％の家庭をカバーしていた[9]。
  - 9月24日 サービス放送開始[25]。最初に放送された番組は、6:00からの『地球!朝一番』であった[26]。
  - 10月1日 富山県3番目の民放テレビ局として開局。当時の会社名は株式会社テレビユー富山であったが、愛称として当初より現社名と同じ「チューリップテレビ」を用いており、ロゴマークも「TUT」をチューリップに見立てたものを当初より使用していた。開局当日は5:45より開局記念番組を放送した後、6:00からの『地球!朝一番』に繋いだ[27]。
- 1992年（平成4年）
  - 1月27日 アメリカ合衆国のWANE-TV（英語版）との姉妹局提携を調印[28]。
  - 5月28日 アメリカ合衆国オレゴン州のKOIN-TV（英語版）との姉妹局提携を調印[29]。
  - 10月1日 愛称として使用していた株式会社チューリップテレビに社名変更[28]。
- 1997年（平成9年）4月1日 - 魚津支局を開設[30]。
- 1998年（平成10年）4月1日 - 字幕放送を開始[31]。
- 2000年（平成12年）
  - 2月27日 局キャラクターの『さきちゃん』『さいたろうくん』を発表[32]。
  - 7月18日 放送センター改修工事完了[33]。
  - 11月15日社史『チューリップテレビ開局10周年のあゆみ』発行。
- 2006年（平成18年）
  - 2月1日未明 呉羽山送信所で送信機器を「アナログ用」から「デジタル・アナログ共用」のものに交換。
  - 7月31日 地上デジタル放送対応のマスター（主調整室）に更新。（東芝製）
  - 8月1日 地上デジタル試験放送開始。同時にデータ放送も開始。
  - 9月27日 北陸総合通信局から地上デジタル放送に免許状が交付される[34]。
  - 10月1日 地上デジタル本放送（物理チャンネル22ch、出力1kW）開始。
- 2009年（平成21年）11月25日 - ｢宇奈月大原｣・｢細入猪谷｣の両デジタル中継局開局。これにより富山県内でのデジタル中継局の整備が完了。
- 2011年（平成23年）7月24日 - 12時でアナログ放送を終了。翌25日の0時で完全停波。
- 2013年（平成25年）1月25日 - 富山民放3局共同キャンペーン テレビはイ・ロ・ハ!?を富山県内民放3局で展開。
- 2017年（平成29年）- 富山市議会の議員複数（2桁）による政務活動費に関する不正を調査報道で暴き、第65回菊池寛賞を受賞。地方の民放テレビ局が受賞するのは1997年（平成9年）に豊島報道で受賞したRSK山陽放送以来20年ぶり2度目[35]。
- 2020年（令和2年）
  - 6月1日 公式ウェブサイトをリニューアル。同時にURLをHTTPSへ移行。
  - 8月16日 『はりぼて』（富山市議会の政務活動費に関する調査報道をベースに自社で製作したドキュメンタリー映画）の劇場公開を開始。
  - 10月3日 『開局30周年記念 チューリップテレビの日』を、3時間にわたって生放送。
- 2021年（令和3年）
  - 10月29日 新放送センター竣工[36]。
- 2022年（令和4年）
  - 6月27日 本社を富山市の放送センターに移転[37]。
  - 8月1日 マスター設備を更新[36]。
  - 10月1日 新放送センター稼働開始[38]。

## ネットワークの変遷
- 1990年（平成2年）10月1日 TBS系列として開局。
  - 北日本放送7・富山テレビ3の割合。全国ネット番組は北日本放送からの移行が多い（唯一の生放送番組であった『すてきな出逢い いい朝8時』も同局からの移行である）。
  - ニュース番組（JNN）は新規ネットで開始。

なお、1986年（昭和61年）の富山地区3局目割り当て決定の時点では、テレビ朝日系列での開局が有力視されていた。

## 放送チャンネル

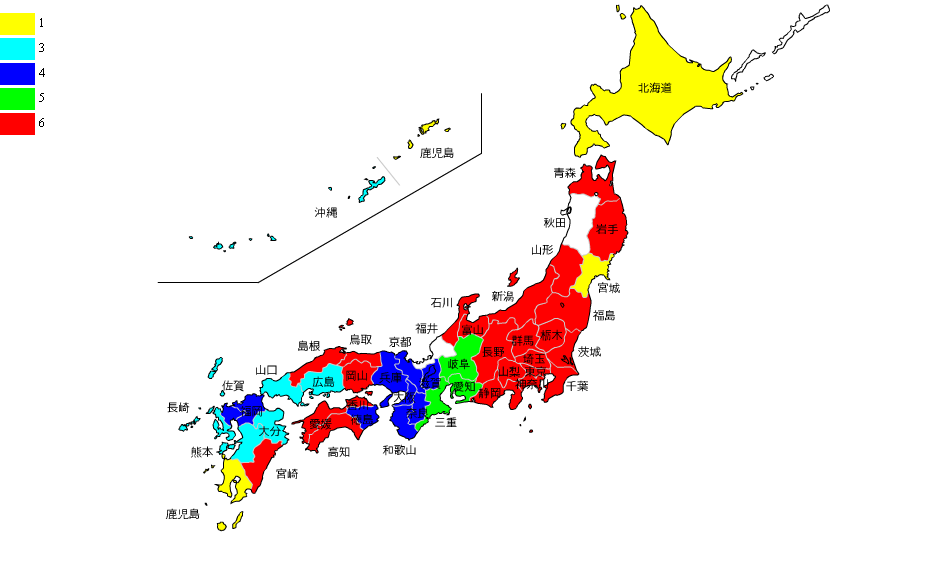
JNN系列のリモコンキーID地図

富山県は地形の関係上、設置が必要な中継局の数が抑えられるため、他の平成新局に比べ中継局設置率が高く、アナログ放送では同県初のUHF局である富山テレビ放送より1局少ないだけだった（設置されていない中継局は氷見論田のみだったが、地上デジタル放送ではデジタル新局として中継局が設置された）。なお、富山県内全域の他、石川・新潟各県の一部地域でも受信可能。
親局
- 富山（呉羽山）物理チャンネル 22ch JOJH-DTV チューリップテレビデジタルテレビジョン
- リモコンキーID：6

中継局
- 福光：21ch
- 宇奈月：51ch
- 高岡二上：47ch
- 細入：42ch
- 大山小見：42ch
- 氷見：22ch
- 氷見論田：22ch
- 宇奈月大原：22ch
- 細入猪谷：22ch

## アナログ放送概要
放送チャンネルは、2011年7月24日の12時で終了した時点のもの。
親局
- 富山（呉羽山） 32ch JOJH-TV

中継局
- 細入猪谷 37ch
- 小矢部 39ch
- 大沢野 41ch
- 上平 41ch
- 高岡万葉 42ch
- 宇奈月 44ch
- 八尾小長谷 53ch
- 高岡矢田 53ch
- 越中平 53ch
- 上平赤尾 54ch
- 氷見 55ch（垂直偏波）
- 大山小見 57ch
- 宇奈月大原 60ch
- 福光 60ch
- 利賀 60ch
- 高岡二上 61ch

## 現在放送中の番組
2025年4月現在。現在の番組の詳細は、公式サイトの 番組情報 あるいは 番組表 を参照。太字は字幕放送。

### 自社制作番組
月曜 - 金曜
- ニュース6（月曜 - 金曜 18:15 - 19:00）
- ハッピータイム（月曜 - 金曜 11:23 - 11:30、土曜 17:23 - 17:30、日曜 16:24 - 16:30）
  - 不定期で『特選!はなまるショッピング』も放送。
  - 『オールスター感謝祭』などの大型特番やスポーツ中継の放送日には放送時間が変更される場合があり、その際には事前にCMで告知される。
- 富山市政だより（火曜 11:19 - 11:23）[39]
- なすなかにしのバズっちゃ!! 笑う富山にロケ神様（第3水曜 19:00 - 20:00）
- とやまを学ブー 教えて!ケロ先生（富山県広報番組、水曜 22:57 - 23:00）[40]

土曜・日曜
- ミタイノコレクション（土曜 16:38 - 17:08、再放送：水曜 1:58 - 2:28（火曜深夜））
- KICK OFF! TOYAMA（土曜 17:08 - 17:23、再放送：日曜 2:28 - 2:43（土曜深夜））
- ViVa! Weekend（土曜 18:50 - 18:55）
- 寅さんのものづくり応援団（日曜 11:23 - 11:27、月2回放送）
- 生活ナビテレビ（日曜 12:54 - 13:00ほか、スポット生活情報番組）
- 寿司といえば、富山story（富山県広報番組、第2・第4日曜 21:54 - 22:00）[40]
- GOLDEN KEY 人生の扉を開くカギ（第4日曜 22:54 - 23:00）

その他
- 6チャンチューリップ（随時、番組ガイド）
- チューリップテレビNEWS
- 柴田理恵認定 ゆるゆる富山遺産（2005年 - 、1・8月の年2回放送）
- ヨーデルの女 天気予報（クロージング前の3分間） - 思ったことを、ついついポロッとヨーデルに乗せて歌ってしまう「ヨーデルの女」が”海のあるスイス”こと富山を舞台に唄うMVをバックに天気を流す（富山県内数カ所+東京など主要都市+スイスのジュネーブなど数都市（スイス国内の気象予報の内、最低・最高気温は日本のセ氏温度換算で表示されている））
  - 主に出てくるのは富山出身の柴田理恵。その他にも立川志の輔やはじめしゃちょーも登場し、3人の名前も織り込まれている。さらにこのMVをオマージュした日清食品のCMもある（富山出身の八村塁がイメージキャラクター）。

### TBS系列番組（遅れネット）
- 有吉ジャポンII ジロジロ有吉（火曜 0:56 - 1:26（月曜深夜））
- ジンギス談!（火曜 1:26 - 1:56（月曜深夜）、北海道放送制作）
- ふわり愛（火曜 1:56 - 2:26（月曜深夜）、山陰放送幹事）
- ドキュメンタリー「解放区」（隔週水曜 2:28 - 3:28（火曜深夜））
- 歩道・車道バラエティ 道との遭遇（木曜 0:56 - 1:26（水曜深夜）、CBCテレビ制作）
- 町中華で飲ろうぜ（木曜 1:56 - 2:26（水曜深夜）、BS-TBS制作）
- ひらめけ!うんぴょこちゃんねる（金曜 1:52 - 2:22（木曜深夜））
- ヒロシのぼっちキャンプ（土曜 2:23 - 2:50（金曜深夜）、BS-TBS制作）
- ごぶごぶ（日曜 0:28 - 1:28（土曜深夜）、毎日放送制作）
- よしもと新喜劇（日曜 1:28 - 2:28（土曜深夜）、毎日放送制作）
- 皇室アルバム（日曜 5:30 - 5:45、毎日放送制作）
- サンドのぼんやり〜ぬTV（月曜 1:28 - 1:58（日曜深夜）、東北放送制作）
- 週刊さんまとマツコ（不定期放送）

### テレビ朝日系列番組
- これ余談なんですけど・・・（月曜 23:56 - 翌0:56、朝日放送テレビ制作）
- 探偵!ナイトスクープ（金曜 0:56 - 1:52（木曜深夜）、朝日放送テレビ制作）
- ザワつく!金曜日（土曜 13:00 - 14:00）
- 朝メシまで。（土曜 14:00 - 15:00）
- くりぃむナンタラ（月曜 0:58 - 1:28（日曜深夜））
- 林修の今、知りたいでしょ!（不定期放送）
- 激レアさんを連れてきた。（不定期放送）
- 出川一茂ホラン☆フシギの会（不定期放送）
- THE 世代感（不定期放送）

### テレビ東京系列番組
- 何を隠そう…ソレが!（火曜 23:56 - 翌0:58）
- 開運!なんでも鑑定団（土曜 12:00 - 13:00、再放送：日曜 13:00 - 14:00）
- THE フィッシング（日曜 5:45 - 6:15、テレビ大阪制作）[注 5]
- ポケットモンスター（日曜 6:15 - 6:45）
- YOUは何しに日本へ?（日曜 14:00 - 14:54）
- 土曜スペシャル（不定期放送）

### その他の番組
- MUSIC B.B.JAPAN（水曜 1:28 - 1:58（火曜深夜））
- いろはに千鳥（木曜 1:26 - 1:56（水曜深夜）、テレビ埼玉制作）
- クレバテス-魔獣の王と赤子と屍の勇者-（金曜 2:22 - 2:52（木曜深夜））
- うたなびMAX!!（月曜 1:58 - 2:28（日曜深夜）、日音制作）[注 6]

## 過去に放送した番組

### 自社制作番組
- 夕方ニュース枠
  - ちゅうりっぷワイド ポップ・ステップ・チューリップ

司会は五木田武信ほか。キャスターはTBS出身の浦口直樹、歌手の田中星児、自社の岡添弘子および開局当時24歳だった黒部市の主婦。当初はKNBおよびT34（現・BBT）が18時からのキー局のニュース番組の中でローカル枠をとっているのに対抗するため17時30分からの放送だった[9][注 7] が1993年10月から18時30分からの放送となる。
  - ニュースの森とやま
  - チョイス!
  - イブニング・ニュースとやま
  - チューリップワイド THE NEWS
- 志の輔・陽子のふるさとトーク
- 越中人譚…1999年4月18日放送開始[41]。
- 土曜はパヤパヤ…FMとやまとの合同放送もしていた、日曜未明0:55 - 1:25（土曜深夜）[42] の生放送番組。東京進出前のますだおかだがレギュラー出演していた。ますだおかだ降板後は、彼らの事務所の後輩のオーケイが出演した。
- 富山とびきり木曜日
- 富山発そこが知りたい
- さてすたトリプルワン
- 蒼のシテン…2003年から3作制作。<出演>落合扶樹、藤本幸広ほか <企画・監督>鐘江稔（MBS企画）
- チューリップマガジン
- OH!元気とやま人
- トリプルワンカフェ
- CineMAXハイパー
- CINEMA KING
- 経済対談トップに聞く
- サタデーまーけっと
- 金曜だいすき!
- ハッスル宅配便
- 虎平太の音on!TV
- ニュース深夜便→報道深夜便→ニュース深夜便
- プレなび!
- スーパーレディ4
- はなまるショッピング（テレビショッピング）
- ヨーウレルの女
- 富山県ふるさとCM大賞（1年に1回放送）
- ニッポンど真ん中!（新潟放送・信越放送・北陸放送・テレビ山梨・静岡放送との共同制作、2019年3月で終了）
- #きとキュン♡トラベラー with T
- とやまメモらナイト（富山県広報番組[43]）
- ハッピーイオン（木曜 10:50 - 10:56、2021年6月までKNBで放送されていた番組と同名）
- BREAK IT 決断の瞬間

### 系列外の番組
（☆印は番組自体は継続中）

#### テレビ朝日系列
（1994年3月末までは朝日放送テレビ・名古屋テレビ制作番組のみ放送、富山テレビも同様）
- おかずのクッキング
- 金曜ナイトドラマ☆
- 笑いの金メダル（ABC制作）
- カーグラフィックTV☆（一時期のみ）
- タイムショック21 （スペシャル番組『ザ・タイムショック』は現在も不定期で放送中）
- たけしの健康エンターテインメント!みんなの家庭の医学（ABC制作、2012年3月までKNBで放送）
- サムズアップ人生開運プロジェクト（ABC制作）
- 驚きももの木20世紀（一時期のみ、かつてはBBTで放送されていた、ABC制作）
- ぷらちなロンドンブーツ
- 内村プロデュース
- 水曜どうでしょうClassic☆（北海道テレビ制作）
- メタルヒーローシリーズ[注 8]
ビーロボカブタック→テツワン探偵ロボタック
- 燃えろ!!ロボコン
- 仮面ライダー龍騎 [注 9]
- 南国少年パプワくん
- ハーイあっこです→クッキングパパ→H2（ABC制作）
- ママレード・ボーイ（ABC制作）
- おジャ魔女どれみシリーズ（ABC制作、『ナ・イ・ショ』は県内未放送）
- あたしンち（一時期のみ）
- 勝負師伝説 哲也
- かいけつゾロリ（メ～テレ制作）
- 機動戦士ガンダム（1995年の夏休み期間中に1日2話ずつまとめて放送[44]、本放送はBBT）
- 機動戦士Vガンダム（1993年の冬休みと1994年の夏休み期間中に1日2話ずつまとめて放送）
- 機動武闘伝Gガンダム→新機動戦記ガンダムW→機動新世紀ガンダムX
SEED以降の作品[注 10]（いずれも毎日放送制作）は同時ネットで放送。
- キスした?SMAP（ABC制作）
- 堂本剛のDO-YA!（ABC制作）
- せつない
- なにわ人情コメディ 横丁へよ〜こちょ!（ABC制作）
- 独占!女だらけの120分 レディGO!※HD
- 関根&優香の笑うシリーズ※HD
- 銭形金太郎
- 愛のエプロン（KNBからの移動）
- 史上最強のメガヒット カラオケBEST100 完璧に歌って1000万円※HD
- 勉強してきましたクイズ ガリベン!※HD
- 頑張る人応援バラエティ 体育の時間
- 夫婦交換バラエティー ラブちぇん（メ～テレ制作）
- 一攫千金ヤマワケQ! "責任者はお前だ!"（ABC制作）※HD
- 『ぷっ』すま（KNBから移行）
- そうだったのか!池上彰の学べるニュース→そうだったのか!学べるニュース
- ビートたけしのTVタックル（一時期のみ、BBTから移行）☆
- 中居正広の怪しい噂の集まる図書館→中居正広のミになる図書館（途中打ち切り）
- 黒服物語
- 匿名探偵
- アップデート大学（途中打ち切り）
- 極上!旅のススメ（不定期放送）
- いきなり!黄金伝説。
- 豆腐プロレス
- エースをねらえ!（腸捻転時代に毎日放送で放送された第1作。開局直後の1991年8月頃放送[45]。本放送当時にKNB・BBTのどちらで放送されたかは不明）
- チャンネルはそのまま!（北海道テレビ制作）
- 世界の村で発見!こんなところに日本人（朝日放送テレビ制作）
- 10万円でできるかな☆
- すじがねファンです!→ひかくてきファンです!
- 爆笑問題&霜降り明星のシンパイ賞!!
- 林修の今でしょ!講座→林修のレッスン!今でしょ
- 池上彰のニュースそうだったのか!!☆（不定期放送）
- クイズプレゼンバラエティー Qさま!!☆（不定期放送）
- あざとくて何が悪いの?☆
- ニンチド調査ショー→ザ・ニンチドショー

#### テレビ東京系列

##### アニメ・特撮・教育番組
- ケロロ軍曹（第358話で打ち切り）[注 11]
- BLEACH（第342話で打ち切り）[注 12]
- しましまとらのしまじろう（2007年3月26日で打ち切り。テレビせとうち制作）[注 13]
- ゲーム王国（一時期のみ）
- ミュータント・タートルズ（1987年版を放映、一時期のみ）
- ふしぎ遊戯→水色時代
- 花の魔法使いマリーベル→無責任艦長タイラー（アニメ）
- ドンキーコング→とっとこハム太郎→きらりん☆レボリューション
- ふぉうちゅんドッグす
- りぼん魔法少女シリーズ

姫ちゃんのリボン→赤ずきんチャチャ→ナースエンジェルりりかSOS→こどものおもちゃ
- カウボーイビバップ→発明BOYカニパン→超発明BOYカニパン→宇宙海賊ミトの大冒険→ビックリマン2000
- エルドランシリーズ

絶対無敵ライジンオー→元気爆発ガンバルガー→熱血最強ゴウザウラー
- ゲンジ通信あげだま
- ジャンケンマン
- ロックマンエグゼ→コロッケ!→ギャグコロスタジオ→MÄR-メルヘヴン-
- 宇宙の騎士テッカマンブレード→疾風!アイアンリーガー→覇王大系リューナイト
- 剣勇伝説YAIBA（第2期はKNBで放送）
- グラップラー刃牙
- 炎の闘球児 ドッジ弾平
- ジャングルの王者ターちゃん♡
- メタルファイター・MIKU
- ポケットモンスター→ポケットモンスター アドバンスジェネレーション→ポケットモンスター ダイヤモンド&パール→ポケットモンスター ベストウイッシュ→ポケットモンスター ベストウイッシュ シーズン2→ポケットモンスター XY→ポケットモンスター XY&Z→ポケットモンスター サン&ムーン
- 学級王ヤマザキ[注 14]
- Get Ride! アムドライバー
- デュエル・マスターズ（シリーズ自体は☆）
- 牙狼-GARO-→牙狼-GARO- -炎の刻印-→牙狼-GARO- -GOLDSTORM- 翔→牙狼 -紅蓮ノ月-→牙狼-GARO- -魔戒烈伝-
- ブースカ! ブースカ!![46]
- SPY×FAMILY（Season 1・Season 2）
- 異世界はスマートフォンとともに。2
- おかしな転生
- B-PROJECT〜熱烈*ラブコール〜
- 30歳まで童貞だと魔法使いになれるらしい（アニメ版）
- 出来損ないと呼ばれた元英雄は、実家から追放されたので好き勝手に生きることにした
- 異世界ゆるり紀行 〜子育てしながら冒険者します〜
- 精霊幻想記→精霊幻想記2

##### その他
- ポケモン☆サンデー→ポケモンスマッシュ!→ポケモンゲット☆TV（2015年4月5日打ち切り）☆
- 名曲!にっぽんの歌
- 海外行くならこーでね〜と!
- お金がなくても幸せライフ がんばれプアーズ!（2013年8月19日に打ち切り）
- テリー伊藤のネホリハホリ
- 金子柱憲・高田純次ゴルフの王道（一時期のみ）
- 住まいの極意 〜My sweet life〜
- Deep Love ホスト
- 突撃!イドバタ7
- 浅草橋ヤング洋品店
- ASAYAN
- SNOW BEAT
- ギルガメッシュないと
- ハマラジャ
- 明るく楽しく元気よく
- 北島ウインクハート
- ペット大集合!ポチたま（KNBから移行するも途中打ち切り、後にBBTへ移行）
- 超歴史ミステリーロマン
- きらきらアフロ（途中打ち切り、テレビ大阪制作）☆
- ドラマ24☆
  - 嬢王 Virgin→怨み屋本舗 REBOOT→嬢王3 〜Special Edition〜・モテキ（2作品連続放送）→湯けむりスナイパー・URAKARA（2作品平行放送）→マジすか学園2→トラブルマン→殺しの女王蜂→アオイホノオ→みんな!エスパーだよ!→怪奇恋愛作戦 ほか幾つか放送。
- 孤独のグルメ（Season2から7まで放送）
- 30歳まで童貞だと魔法使いになれるらしい（ドラマ版）
- アラサーちゃん 無修正
- 勇者ヨシヒコと導かれし七人→勇者ヨシヒコと魔王の城→勇者ヨシヒコと悪霊の鍵
- くだまき八兵衛→くだまき八兵衛X
- ヨソで言わんとい亭〜ココだけの話が聞ける（秘）料亭〜（途中打ち切り）
- 建物図鑑（2013年4月にKNBへ移行）
- たかじんNOマネー〜人生は金時なり〜（テレビ大阪制作）
- 美の巨人たち（2018年11月24日に一度だけ単発放送）[47]
- ワカコ酒（BSテレ東制作）
- ありえへん∞世界☆（2021年5月途中打ち切り、その後2023年5月からBBTへ移行）
- 出没!アド街ック天国☆
- 男子ごはん☆[注 5]

#### WOWOW
- 新白雪姫伝説プリーティア
- あぃまぃみぃ!ストロベリー・エッグ

#### 海外ドラマ
- 美しい彼女
- 裸足の青春
- ホテリアー
- パパ
- 冬のソナタ
- 秘密
- 美しき日々
- ウエディング
- ふたりのお嬢様
- オンエアー
- 花より男子

#### その他
フジテレビが資本参加しているため、1995年頃まではフジテレビ系列のアニメを多く再放送していた。
- ジャンバリ〜黄金ホールに眠る秘宝
- パチFUN!
- 19borders
- 東京フレンズ（OV）[注 15]
- THE 鈴木タイムラー
- 白鳥麗子でございます!
- 人狼ゲーム LOST EDEN
- 銀玉王→ 〜祭り〜→銀玉王
- 猫侍→猫侍 SEASON2
- 君は放課後、宙を飛ぶ
- 居酒屋ぼったくり
- キスのカタチ
- 新装開店パーラージャンバリへようこそ!（テレビ神奈川制作）
- パチの極み!パラダイスホールジャンバリ
- 方言彼女。2
- カミナリのチャリ旅!（とちぎテレビ制作）
- 銀河英雄伝説
- カレーの門戸
- 遊戯配信 e-Strangers（TOKYO MX制作）
- 記憶のロケ地を巡る旅
- MUSIC B.B.→B.B.レアリティ
- うたなび!（日音制作）
- 内村さまぁ〜ず→内村さまぁ〜ず SECOND→内さまワールド
- 東京卍リベンジャーズ
- 日常
- 進撃の巨人[注 16]
- アオハライド
- 笑ゥせぇるすまんNEW[注 17]
- 風都探偵
- オーバーロード
- 異修羅（第1期・第2期）
- 時々ボソッとロシア語でデレる隣のアーリャさん
- 逃げ上手の若君
- 歴史に残る悪女になるぞ
- 紫雲寺家の子供たち
- SHIROBAKO、Charlotte、クロムクロ、サクラクエスト、天狼 Sirius the Jaeger、パリピ孔明、真夜中ぱんチ（いずれもP.A.WORKS制作のアニメ作品）
- うる星やつら、Dr.スランプ アラレちゃん、パタリロ!、とんでも戦士ムテキング、未来警察ウラシマン、タイムボカンシリーズ イタダキマン[48]、OKAWARI-BOY スターザンS、北斗の拳、魁!!男塾（以上、かつてBBT富山テレビで放送されていたアニメの再放送）
- 西遊記、もっとあぶない刑事、警視庁鑑識班2004（以上、かつてKNB北日本放送で放送されていた番組の再放送）

## 開局時にネット移行したTBS系列の番組
▼印がついている番組は、途中打ち切りや不定期放送から移行した番組。
北日本放送から
- ナショナル劇場
- 東芝日曜劇場
- 金曜21時ドラマ枠
- まんが日本昔ばなし
- すてきな出逢い いい朝8時
- キッチンパトロール
- 奥さま広場
- 花王愛の劇場
- ビジネスズームアップ
- 全国高等学校ラグビーフットボール大会
- クイズ100人に聞きました▼[注 18]
- 毎日放送制作木曜20時枠▼[注 19]
- 日曜放談▼[注 20]
- 兼高かおる世界の旅▼[注 21]
- 地球発19時▼[注 22]

富山テレビから
- 皇室アルバム
- 料理天国
- そこが知りたい
- 世界の結婚式[注 23]
- 毎日放送制作日曜午後1時枠[注 24]
- 3年B組金八先生[注 25]
- よしもと新喜劇

## 開局後初めて富山で放送された番組
特記なき限りTBS制作・TBS系列の番組。
- 地球!朝一番
- JNNおはようニュース&スポーツ
- 平日朝の情報番組枠[注 26]
- モーニングEye
- 関口宏のサンデーモーニング
- TBS制作平日正午の枠[注 27]
- 毎日放送制作平日14時台の枠[注 28]
- 3時にあいましょう
- JNNニュースの森
- 筑紫哲也 NEWS23
- JNN報道特集
- ドラマチック22
- ギミア・ぶれいく
- いい旅・日本
- 地球ZIG ZAG
- 月曜ドラマスペシャル
- 水曜ロードショー
- わいわいスポーツ塾
- わくわく動物ランド
- クイズダービー
- 加トちゃんケンちゃんごきげんテレビ
- 日立 世界・ふしぎ発見!
- アッコにおまかせ!
- MOGITATE!バナナ大使
- クイズ日本昔がおもしろい
- テレビ探偵団
- 新世界紀行
- すばらしき仲間
- クイズ!!ひらめきパスワード（MBS制作）
- Ryu's Bar 気ままにいい夜（MBS制作）
- ハーイあっこです（ABC制作・テレビ朝日系列）

ほか多数。

## アナウンサー

### 男性
- 毛田千代丸

### 女性
- 2020年 小西鼓子
- 2021年 橋本星奈（元北陸朝日放送記者、TOKYO FM）
- 2022年 中川環（元コミュニティテレビこもろ）
- 2023年 嘉藤奈緒子（元テレビユー山形）、舟本真理（元NHK富山放送局、北日本放送）
- 2025年 河野文美

### かつて在籍していたアナウンサー

#### 男性
- 1990年
  - 浦口直樹（元TBSアナウンサー、開局当初TBSから出向で在籍。開局に携わる）
- 1992年
  - 松井克仁
- 1997年
  - 槙谷茂博
  - 宮城克文
- 1999年
  - 徳竹貴光（元ウェザーマップ、その後ANNの番組（富山県内では未ネット）に出演）
- 2003年
  - 五百旗頭幸男（ - 2020年3月、現・石川テレビ放送ディレクター）
- 2007年
  - 佐藤浩二（テレビ神奈川に移籍[50]）
- 2015年
  - 麻生和寛（ - 2018年）
- 石黒智也
- 馬場宏治
- 山本彰治

#### 女性
- 1990年
  - 浅野愛子
  - 市山浩子
- 1992年 
  - 荒木幸子（現・編成局）
  - 大友夕可里（当局→富山エフエム放送→フリー）
- 1993年
  - 長谷川綾子（現・富山情報ビジネス専門学校講師）
- 1994年
  - 木倉玲美
- 1996年
  - 高岸恵子[51]
- 1997年
  - 中岡由佳（現・セントフォース所属、NHK Eテレ『きょうの健康』キャスター）
  - 山崎奈津子（現アイ・カンパニー所属、KNBなどのCMナレーション）
- 1998年
  - 田中いずみ[51]
- 2000年
  - 佐々木美佳子（ - 2005年、後に新潟放送）
  - 花村あづさ（ - 2003年、エクステンション所属）
  - 柳下詩織（ - 2008年）
- 2002年
  - 瀬戸加容子（元NHK徳島放送局、静岡第一テレビ、現・オールウェーブ・アソシエツ所属）
- 2003年
  - 日比あゆみ（ - 2022年7月、現・NHK富山放送局契約キャスター）
- 2006年
  - 西美香（ - 2025年7月）
- 2007年
  - 鎌田香奈（現在は、ひるおび!（当局でもネット）のリポーター）
- 2008年
  - 松田亜希（ - 2011年、地元のNHK金沢放送局契約キャスターを経て、現在はフリー。2020年度から2年間、フリーの立場でチューリップテレビNEWS等を担当していた）
- 2011年
  - 福田佳緒理（ - 2015年、現・フリー）
- 2012年
  - 富並望美（ - 2017年）
- 2014年 
  - 谷口菜月（ - 2018年）
- 2015年
  - 畑野直子（ - 2017年、現・フリー）
- 2016年
  - 菅久瑛麻（ - 2020年3月、現・ニチエンプロダクション所属、元テレビ埼玉アナウンサー）
- 2017年
  - 天野なな実（ - 2019年、地元のテレビ愛知を経て、2023年10月よりフリーアナウンサー）
- 2018年
  - 尾島早都樹（ - 2021年、長野放送に移籍後、2022年に同局退社）
- 2020年 
  - 門池舞（ - 2021年、元南海放送契約アナウンサー）
- 2021年
  - 木下愛季子（ - 2022年、元NHK山形放送局、現・NHK甲府放送局）
- 2022年
  - 佐藤優里（ - 2024年7月、現・セントフォース所属、静岡第一テレビアナウンサー）
- 石川愛恵（元NHK富山放送局）
- 大鋸さち子（元ラジオたかおか）
- 岡添弘子（元あいテレビ、現・ボイスワークス所属）
- 金井准子
- 菅谷祥子（元テレビ和歌山）
- 田代直子（現・名古屋タレントビューロー所属）
- 谷平真奈
- 寺崎春香（現・アドバンス社所属）
- 當間睦子
- 西野由香（富山エフエム放送アナウンサー→フリー→当局（アナウンサー、制作部長、編成部長等）→2016年4月からアドバンス社富山支社長[52]）
- 前川由紀子
- 山川あかね
- 山田愛
- 吉見晶代

### その他出演者
- 田中星児（歌手、開局初期に『ちゅーりっぷワイド』のメイン司会者として携わる）
- 五木田武信（フリーアナウンサー、田中星児から交代で『ちゅーりっぷワイド』のメイン司会者に。その後『ニュースの森とやま』のメインを馬場宏治と交代するまで担当した）

## 公式アプリ
2023年（令和5年）5月1日より公式アプリ『チュプリ』がサービス開始。
ハッピータイムの応募もチュプリからとなった。

## マスコットキャラクター
局キャラクターは、「さきちゃん」と「さいたろうくん」。
2000年（平成12年）2月27日に開局10周年マスコットキャラクターとして初登場。名前は3,937通の中から選ばれた、番宣番組「さいたろうくんTV」「さきちゃんTV」にも局キャラがアニメで登場している。
また、開局3周年にあたる1993年（平成5年）には、「3ねんAぐみチューリップ花子」というキャラクターが使用されていた時期がある。

## キャッチコピー
- あしたに、もっとハッピーを。

## その他
- 富山市の本社・放送センターは富山エフエム放送（FMとやま）の本社・演奏所に隣接している。
- 開局前の試験電波発射時は、富山テレビの電波と混信し、富山県西部の受信ブースターを使用している家庭を中心に富山テレビの番組が見づらくなるという副作用が出た。当局は「UHF受信相談センター」を開設して対応した[54]。
- 開局初期の『JNNフラッシュニュース』では、オープニングとエンディングに「滝流れ」オープニング時代の中村八大作曲のテーマ曲を使用していた。
- チューリップテレビのテレビ欄表記は、一般的に「チューリップ」であるが、日本経済新聞（北陸版・信越版）のテレビ欄では「チューリップTV」（フルサイズ掲載）、朝日新聞（大阪本社版）では「チューリップテレビ」（富山はフルサイズ、石川はハーフサイズ掲載）となっている。また、略称のTUTは読売新聞北陸支社が発行する読売新聞で唯一採用されている（これ以外はテレビガイド誌のみ）。
- 略称であるTUTは通常の放送上では使用されないが、BS-TBSで放送された『NEWS21 サタデースコープ』および『NEWS21 サンデースコープ経済版』の1コーナー「列島3000キロ」で使用された（ロゴマークがないため[注 29]、通常のニュースフォントで表示される）。
  - 過去に富山市内のビル『タワー111』の1階に出店していた旅行業部門『チューリップトラベル』とサテライトスタジオ『さてらTUT』や、『ビッグモーニング』の中継時に表示されたロゴでは、太丸ゴシック体で『TUT』と表記されていた。
  - 開局初期に業務用の葉書や封筒などで使われていた正式社名の「テレビユー富山」のロゴも、「チューリップテレビ」と同じ書体だった。
- 2009年（平成21年）8月3日、ニコニコ動画に公式チャンネル「チューリップテレビちゃんねる」を開設。地方局としては同じくTBS系列である琉球放送に次ぐものとなる。コンテンツとしては自社アナウンサーの自己紹介、『ふるさとCM大賞』の優秀作品や富山県内で行われたイベントなどの動画が主だが、局の公式ページとしては珍しく放送終了後のカラーバーやオープニング・クロージング映像なども公開している（特にカラーバーはそれだけで「カラーバーですけど何か？」「夏休みカラーバー祭り」「無理して見たらダメなカラーバー」と、3本もの動画を公開している）。

## 関連会社
- 株式会社北陸チューリップ：テレビ制作会社